# گهرسرپاورها

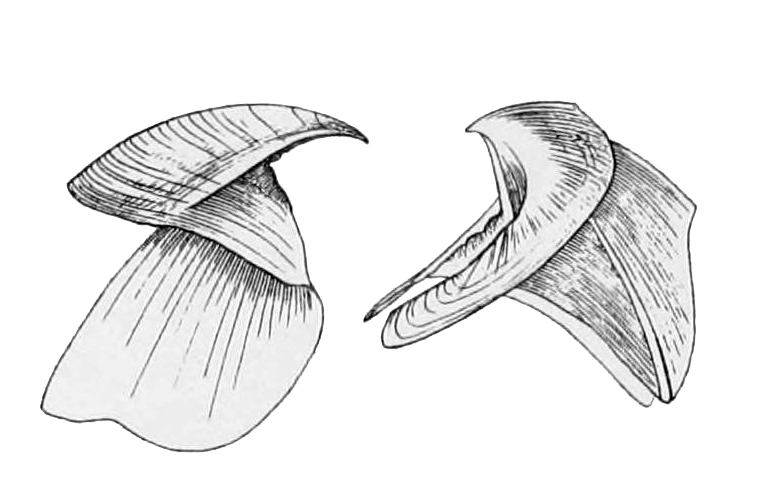
منقار Histioteuthis bonnellii

گهرسرپاورها (نام علمی: Histioteuthis) یک سرده از ماهی‌های مرکب از تیرهٔ گهرسرپاوران است. نام رایج آن ماهی مرکب چشم‌خروسی است، زیرا در همه گونه‌ها چشم راست به اندازه معمولی، گرد، آبی و فرورفته است. در حالی که چشم چپ حداقل دو برابر قطر چشم راست است، لوله‌ای‌شکل، سبز مایل به زرد، رو به بالا است و از سر بیرون می‌زند.
در سال ۲۰۱۷، پژوهشگران دانشگاه دوک دریافتند که Histioteuthis از چشم بزرگ‌تر خود برای دیدن نور خورشید و از چشم کوچک‌تر خود برای تشخیص نورتابی از جانوران طعمه استفاده می‌نکند.
این نام از واژهٔ histion یونانی (ἱστίον به معنی "جوهر"، یک غشای شبکه‌ای بزرگ بین شش بازو، در برخی از گونه‌ها) و واژهٔ teuthis ("ماهی مرکب").
این سرده دربرگیرندهٔ گونه‌های زیست‌تابی است.